# Sam Webb

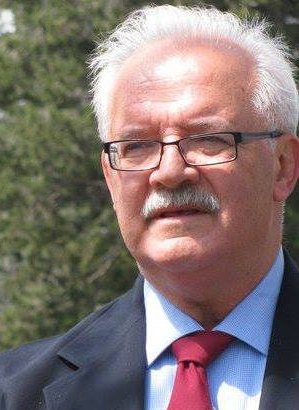
Sam Webb (2013)

Sam Webb (* 16. Juli 1945 in Maine) ist ein US-amerikanischer Politiker und war von 2000 bis 2014 Vorsitzender der Kommunistischen Partei der USA (CPUSA).

## Leben
1967 graduierte Sam Webb an der Saint Francis Xavier University in der kanadischen Ortschaft Antigonish. Er besitzt einen Master-Abschluss der Wirtschaftswissenschaften der University of Connecticut. In den  Jahren von 1978 bis 1988 arbeitete er für die CPUSA in Michigan. Heute lebt er in New York City.

## Politische Karriere
Im Jahr 2000 übernahm Webb das Amt des Vorsitzenden der CPUSA von Gus Hall.
In dieser Funktion setzte er sich bei den Präsidentschaftswahlen 2004 dafür ein, dass die CPUSA zur Wahl von John Kerry und der Unterstützung der Demokratischen Partei bei ihrer Wahlkampagne aufrief. Die beiden großen Parteien der USA seien zwar als Kollaborateure der etablierten Finanzinstitutionen zu betrachten, die Herrschaft der Demokratischen Partei jedoch besser für die Grundinteressen der arbeitenden Bevölkerung als die der Republikaner. Bei den Wahlen 2008 und 2012 rief er und mit ihm die CPUSA wiederum zur Wahl der Demokratischen Partei auf. Barack Obama wurde von Webb als ein Anwalt der Interessen der arbeitenden Bevölkerung eingeschätzt.
2014 wurde er vom Amt als Vorsitzender abgelöst. Sein Nachfolger wurde John Bachtell.
2016 trat er aus der CPUSA aus. Zuvor hatte er sich für eine Unterstützung von Hillary Clinton bei den Wahlen 2016 ausgesprochen.